# Georg Pirner
Georg Pirner (ur. 1902, zm. ?) – niemiecki więzień funkcyjny w hitlerowskim obozie koncentracyjnym Mauthausen-Gusen, zbrodniarz nazistowski.
Z zawodu mechanik samochodowy. Więzień Gusen I, podobozu KL Mauthausen, od marca 1940 do marca 1945. Do końca 1944 pełnił funkcje kapo i starszego bloku nr 13, następnie został starszym bloku nr 2. W procesie załogi Mauthausen (US vs. Georg Pirner i inni), który 16-19 września 1947 toczył się przed amerykańskim Trybunałem Wojskowym w Dachau skazany został na 20 lat pozbawienia wolności.
Podczas rozprawy świadkowie zeznali, że Pirner wprowadził wraz z innym oskarżonym Madimayrem wojskowy dryl w podległych mu blokach, który egzekwował w bezwzględny sposób. Więźniów, którzy nie wytrzymywali długotrwałych ćwiczeń, obaj oskarżeni bili kijami czy też wrzucali do wypełnionych wodą rowów, zabijając niektórych z nich.